# Yumiko Kobayashi
Yumiko Kobayashi (小林 由美子?, Kobayashi Yumiko; Yōkaichiba, 18 giugno 1979) è una doppiatrice giapponese. È stata affiliata sino ad agosto 2007 con la Arts Vision, mentre in seguito ha lavorato come doppiatrice freelance.
Insieme alla collega doppiatricedi Excel Saga Mikako Takahashi, ha fatto parte del duo vocale j-pop "The Excel Girls". Ha inoltre fatto parte del quartetto "Prits" insieme a Natsuko Kuwatani, Nana Mizuki e Hisayo Mochizuki, tutte e quattro doppiatrici in Sister Princess.

## Ruoli principali
- A Little Snow Fairy Sugar (Basil)
- Angel Beats! (Ōyama)
- Blue Exorcist  (Yohei)
- Beast Wars II (Lio Junior)
- D.N.Angel (Takeshi Saehara)
- Dragon Ball Daima (Kaioshin dell'Est (bambino))
- Duel Masters (Shobu Kirifuda)
- Eternal Sonata (Beat)
- éX-Driver (Sōichi Sugano)
- Excel Saga (Excel Kobayashi)
- Galerians: Ash (Spider)
- Gate Keepers (Hideki)
- Hipira-kun (Hipira)
- Ikki Tousen (Ukitsu)
- Il professor Layton e il richiamo dello spettro (Tony Barde)
- Katekyo Hitman Reborn! (Ginger Bread)
- Les Misérables: Shōjo Cosette (Gavroche)
- Love Hina (Sarah McDougal)
- Luminous Arc 2 (Sadie)
- Magical Play (Zucchini)
- Mega Man: Powered Up (Mega Man)
- Mega Man Maverick Hunter X (Navigator)
- Mirmo! (Beruru)
- Mai-Otome (Nawaki)
- Musashi: Samurai Legend (Malbec)
- One Piece (Ginny)
- Peacemaker Kurogane (Ichimura Tetsunosuke)
- The Prince of Tennis (Taichi Dan)
- Princess Maker 4 (Lee)
- Puni Puni Poemy (Poemy "Kobayashi" Watanabe)
- Romancing SaGa (Aisha)
- Shakugan no Shana (Matake Ogata)
- Shakugan no Shana Second (Matake Ogata)
- Sister Princess (Mamoru)
- Slayers Revolution (Pokota)
- Sonic X (Bokkun)
- Soul Eater (Black Star)
- Star Ocean: Second Evolution (Leon D.S. Gehste)
- Star Ocean: The Second Story R (Leon D.S. Gehste)
- Suite Pretty Cure♪ (Sōta Minamino)
- Super Robot Wars series (Ryoto Hikawa)
- Superior Defender Gundam Force (Genkimaru)
- Tales of the Abyss TV series (Sync)
- Thunderbirds (Fermat)
- Tokimeki Memorial Girl's Side: 2nd Kiss (Yuu Otonari)
- Tokyo Magnitude 8.0 (Yuuki)
- The Tower of Druaga: the Aegis of Uruk (Yury)
- Tsubasa Chronicle (Kurogane)
- Pokémon Best Wishes (Camelia)
- Yakitate!! Japan (Kazuma Azuma)